# موريجاق
موريجاق ( (بالفارسية: موریچاق) ) ، ( (بالتركمانية: Murichaq)‏ ) ، ( (بالروسية: Муричак)‏ ) ، هي قرية حدودية في مقاطعة بادغيس في شمال غرب أفغانستان . ، ويشتبه في كونها مرو الروذ المدينة الإسلامية التاريخية.
تقع على الحدود مع تركمانستان وهي نقطة عبور حدودية. 